# كاميلا مانشيني
كاميلا مانشيني (بالإيطالية: Camilla Mancini)‏ هي مبارزة بالسيف إيطالية، ولدت في 10 يناير 1994 في روما في إيطاليا.

## وصلات خارجية
- كاميلا مانشيني على موقع الاتحاد الدولي للمبارزة (الإنجليزية)
- كاميلا مانشيني على موقع أوليمبيديا (الإنجليزية)